# Dandae-dong
Dandae-dong (koreanska: 단대동) är en stadsdel i staden Seongnam i provinsen Gyeonggi strax söder om huvudstaden Seoul. Den ligger i stadsdistriktet Sujeong-gu